# Хестальгар
Хестальгар, Джесталгар (ісп. Gestalgar (офіційна назва), валенс. Xestalgar) — муніципалітет в Іспанії, у складі автономної спільноти Валенсія, у провінції Валенсія. Населення — 675 осіб (2010).

## Географія
Муніципалітет розташований на відстані близько 260 км на схід від Мадрида, 40 км на захід від Валенсії.

## Демографія
Динаміка населення (INE ):

## Галерея зображень

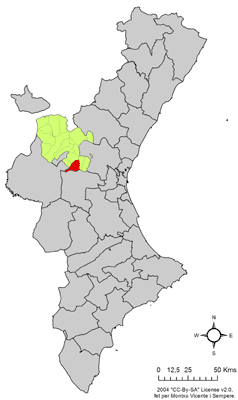
Розташування муніципалітету Хестальгар у автономній спільноті Валенсія
Розташування муніципалітету Хестальгар у комарці Лос-Серранос